# Hoofdkantoor Oranje Nassau
Het hoofdkantoor Oranje Nassau aan de Kloosterweg in de Nederlandse gemeente Heerlen was jarenlang het hoofdkantoor van de Oranje-Nassaumijnen. Het gebouw werd in 1931 ontworpen naar functionalistisch idee door de architect Dirk Roosenburg, waarna het tussen 1995 en 1996 in zijn geheel werd gerestaureerd. Bij de restauratie werd het ooit wit gekleurde gebouw weer in de oorspronkelijke kleur groen geverfd. In 1999 werd het gebouw een Rijksmonument.
Het kantoorgebouw bevindt zich naast het voormalige pand van het Centraal Bureau voor de Statistiek (CBS) dat tot 2009 gebruikt werd. Schuin erachter staat de nieuwbouw van die instantie. Op de terreinen van het CBS en de verderop gelegen wijk Zeswegen werd tussen 1899 en 1974 de Oranje-Nassaumijn I geëxploiteerd. Daarvan staan het oorspronkelijke schacht en ophaal gebouw en de schachtbok van schacht 2 en de watertoren nog steeds overeind. Tegenwoordig huisvest het schachtgebouw een deel van het Nederlands Mijnmuseum. 
Aan de voorzijde ligt het Centraal Station van Heerlen.
Bij de bouw van de constructie is rekening gehouden met eventuele verzakking van de ondergrond ten gevolge van de mijnbouw (mijnschade). Een probleem dat ook in de 21ste eeuw nog voorkomt in de Limburgse ondergrond.